# Лидерство
Лидерство, в психологии — процесс социального влияния, благодаря которому лидер получает поддержку со стороны других членов сообщества для достижения цели.
Объяснение лидерства нашло отражение в нескольких теориях: ситуациональной, функциональной, поведенческой и других, а также интегральной теории лидерства.
Лидером называют человека, способного вести за собой других людей.

## Предпосылки лидерства
Первые признаки лидерства наблюдаются в животном мире. Для социальных животных характерно выделение из общей среды лидера (вожака), функцией которого становится поддержание внутренней иерархии при собственном доминирующем положении. Вожак (лидер) получает преимущества — приоритетный доступ к всевозможным ресурсам, но одновременно и несёт бремя неудобств, в первую очередь связанных с защитой своего статуса.

## Теории

### Ранние западные теории
Поиски качеств, присущих лидерам, продолжаются в течение многих веков. Вопросами о том, что отличает лидеров от обычных людей, задавались философы от Платона до Плутарха, тем самым отмечая что лидерство проистекает из индивидуальных особенностей человека.
В XIX веке к исследованию лидерства обратилось множество авторов, противопоставлявших лидера и толпу, рабов и пытавшихся найти этому объяснение. Одну из наиболее влиятельных теорий сформулировал Фрэнсис Гальтон, считавший лидерство проявлением природного, наследственного таланта. Сесиль Родс, в свою очередь, считал, что лидера можно воспитать из одарённого человека через соответствующее обучение. Для практической поддержки своей теории Родс в 1902 году учредил стипендию, позволяющую студентам, имеющим лидерские наклонности, обучаться в Оксфордском университете.

### Теории середины XX века
В конце 1940-х — начале 1950-х годов многочисленные оценки ранее выдвинутых теорий привели к выводу о необходимости нового подхода к проблеме лидерства. В первую очередь, не находило объяснение то, что качества, в одних ситуациях делавшие людей лидерами, в других для лидерства не требовались. Новые теории отошли от индивидуальных качеств лидеров и сместились в сторону поведения, которое способствовало занятию лидирующего положения. Подобный подход оставался доминирующим в психологии лидерства следующие несколько десятилетий.

## Разновидности
Стиль лидерства характеризует способы, которые использует лидер для управления и мотивации подчинённых. Стиль определяется личными качествами: мировоззрением, особенностями характера и опытом. Для разных ситуаций подходящими являются разные стили, например, в чрезвычайных условиях и при значительном превосходстве компетентности лидера наиболее эффективен авторитарный стиль, а в сообществе людей близкого уровня знаний и высокой групповой сплочённости более подходящим является демократический стиль.
- Авторитарный стиль — решения принимает лидер, власть сильно централизована. От подчинённых не требуется инициатива, только беспрекословное исполнение[8].
- Демократический стиль — в принятии решений участвует всё сообщество. Такое лидерство также называют распределённым.
- Либеральный стиль — лидер свободно делегирует полномочия на нижестоящие уровни. Такой тип лидерства способствует повышению креативности и инициативности подчинённых.
- Нарциссический стиль — лидер игнорирует интересы группы в пользу личного. Однако этот стиль не обязательно будет деструктивным, хотя обычно подобным лидерам присущи высокомерие и агрессивность[9].
- Токсический стиль — использование лидерства таким образом, что управляемая группа оказывается в худшем положении, чем ранее[10].
- Ориентированность на результат — характеризуется следованием определённому набору шагов, которые должны привести к заданной цели в заданный срок[11].
- Ориентированность на отношения — противоположность ориентированности на результат. Вместо выполнения задачи лидер стремится к улучшению взаимоотношений внутри управляемой группы в ущерб остальным целям[12].

Различают также: формальное и неформальное лидерство (в зависимости от того, осуществляется ли влияние с позиции занимаемой должности или при помощи своих способностей, умения или других ресурсов); лидерство по популярности и по способности, а также лидеров типа «чёрная овца».
Если руководитель группы и её лидер не являются одним и тем же лицом, то взаимоотношения между ними могут способствовать эффективности совместной деятельности и гармонизации жизни группы или же, напротив, приобретать конфликтный характер, что, в конечном счёте, определяется уровнем группового развития. Так, например, в просоциальных и асоциальных ассоциациях, как правило, функции лидера и руководителя выполняют разные члены группы. При этом чаще всего лидером в сообществах этого уровня социально-психологического развития оказывается член группы, отвечающий преимущественно за сохранение и поддержание позитивной эмоциональной атмосферы в группе, в то время как руководитель, будучи ориентирован прежде всего на повышение эффективности групповой деятельности, нередко не учитывает, как это отразится на социально-психологическом климате сообщества.
В корпоративных группировках также, как и в группах высокого социально-психологического уровня развития, как правило, функции лидера и руководителя возлагаются на одно и то же лицо. В то же время основания лидерства и руководства в этих двух типах высокоразвитых в психологическом плане групп носят принципиально различный характер. Так, если в корпоративных группировках совпадение статусных позиций лидера и руководителя связано с явным приоритетом отношений власти в ущерб эмоциональному плану отношений, то в просоциальной группе высокого уровня развития типа коллектива именно эмоциональная «подпитка» властных полномочий нередко выступает как необходимый фундамент реализации формальной власти.